# Isoneuromyia
Isoneuromyia är ett släkte av tvåvingar som beskrevs av Enrico Adelelmo Brunetti 1912. Isoneuromyia ingår i familjen platthornsmyggor.

## Dottertaxa tillIsoneuromyia, i alfabetisk ordning[1][2]
- Isoneuromyia annandalei
- Isoneuromyia argenteotomentosa
- Isoneuromyia atra
- Isoneuromyia bicingulata
- Isoneuromyia borinqueni
- Isoneuromyia brevinervus
- Isoneuromyia brunettii
- Isoneuromyia comosa
- Isoneuromyia completa
- Isoneuromyia daisenana
- Isoneuromyia elegantissma
- Isoneuromyia elegantula
- Isoneuromyia falcaoi
- Isoneuromyia flava
- Isoneuromyia flavofasciata
- Isoneuromyia forcipata
- Isoneuromyia formosana
- Isoneuromyia glabra
- Isoneuromyia goianensis
- Isoneuromyia grandis
- Isoneuromyia griseofasciata
- Isoneuromyia harrisi
- Isoneuromyia icomi
- Isoneuromyia jata
- Isoneuromyia lenkoi
- Isoneuromyia lopesi
- Isoneuromyia lutea
- Isoneuromyia magna
- Isoneuromyia matilei
- Isoneuromyia mexicanus
- Isoneuromyia mimula
- Isoneuromyia nigerrima
- Isoneuromyia nigribasis
- Isoneuromyia nigrofasciata
- Isoneuromyia novaezelandiae
- Isoneuromyia pallidopsis
- Isoneuromyia palmi
- Isoneuromyia paulistana
- Isoneuromyia polybioides
- Isoneuromyia pulcherrima
- Isoneuromyia ramizi
- Isoneuromyia rufescens
- Isoneuromyia semirufa
- Isoneuromyia sesiformis
- Isoneuromyia singula
- Isoneuromyia sinica
- Isoneuromyia splendida
- Isoneuromyia subapicalis
- Isoneuromyia tannia
- Isoneuromyia timbira
- Isoneuromyia townsendi
- Isoneuromyia tucumana
- Isoneuromyia variabilis
- Isoneuromyia vitripennis
- Isoneuromyia wolongensis
- Isoneuromyia xanthina
- Isoneuromyia xanthocera
- Isoneuromyia yorki